# Buregiidae
De Buregiidae zijn een familie van uitgestorven kreeftachtigen uit de klasse van de Ostracoda (mosselkreeftjes).

## Geslacht
- Buregia Zaspelova, 1953 †